# Lasianthus spathulatus
Lasianthus spathulatus är en måreväxtart som beskrevs av Friedrich Anton Wilhelm Miquel. Lasianthus spathulatus ingår i släktet Lasianthus och familjen måreväxter. Inga underarter finns listade i Catalogue of Life.